# Société du logement de la Région bruxelloise
 (janvier 2022).
La Société du logement de la Région de Bruxelles-Capitale ou SLRB (en néerlandais : Brusselse Gewestelijke Huisvestingmaatschappij - BGHM) est un organisme de service public chargé de promouvoir le logement social et qui en assure la tutelle et le financement. Elle régit 16 sociétés immobilières de service public en Région de Bruxelles-Capitale. La SLRB est un organe para-régional institué à la suite de la régionalisation de l'État belge.

## Les textes qui régissent la SLRB
Le logement en Belgique est une matière régionalisée, c’est-à-dire que les trois régions ont chacune des institutions compétentes en cette matière.

### Les 3 sociétés belges
Région de Bruxelles-Capitale : Société du Logement de la Région de Bruxelles-Capitale (SLRB)
Région wallonne : Société wallonne du logement (SWL)
Région flamande : Vlaamse Maatschappij voor Sociaal Wonen (VMSW)

### Le Code bruxellois du Logement
Le Code bruxellois du Logement reprend l'ensemble des dispositions légales applicables à la matière logement.

### Statuts de la SLRB
La SLRB a été créée par l'arrêté royal du 9 août 1985 qui fixe la date de l'entrée en vigueur de la loi du 28/12/1984 portant suppression ou restructuration de certains organismes d'intérêt public. Les premiers statuts de la SLRB ont été approuvés par le Conseil des ministres sur proposition de l'Exécutif bruxellois.
Les statuts de la SLRB ont été approuvés, en vertu de l'article 34, §5 du Code bruxellois du Logement, par le Gouvernement de la Région de Bruxelles-Capitale par arrêté du 6 mars 2008 (Moniteur belge du 28 mars 2008, Ed.2).

## Comment fonctionne la SLRB
(janvier 2022).
Les décisions de la SLRB sont prises par son Conseil d'administration, composé de 15 membres, dirigé par un Président et un Vice-président, qui est l'Administrateur délégué.
Le contrôle régional des décisions du Conseil d'administration est exercé par les deux commissaires, nommés par le Gouvernement bruxellois. Selon l’arrêté du Gouvernement de la Région de Bruxelles-Capitale du 01/10/2009, l’un des commissaires doit être francophone et un autre néerlandophone (Moniteur belge du 05/03/2010). 
Ce sont eux qui ont la compétence pour introduire un recours contre une décision du Conseil d'administration de la SLRB.
Par contre, le contrôle financier des opérations et des comptes de la SLRB est effectué par un commissaire réviseur nommé par l'Assemblée générale.
Enfin, la Cour des comptes exerce un contrôle sur l'ensemble des activités administratives.

### Construction[4]
Pour faire face aux besoins croissants de logements à Bruxelles, le gouvernement de la Région de Bruxelles-Capitale a lancé en 2005 le Plan Régional du Logement et en 2013 l’Alliance Habitat. Ces plans visent la construction de 8 000 logements publics pour la SLRB.

### Acquisition[5]
Depuis 2015, la SLRB prospecte activement à l’acquisition, c’est-à-dire à l’achat de terrains, de logements existants, de bâtiments de bureaux, d’industries ou d'autres biens en vue de créer et développer des logements.
Ces acquisitions sont possibles grâce à des partenariats solides avec le secteur privé et le secteur public. 

### Rénovation[6]
La plus grande partie du patrimoine du secteur du logement social a été construite au cours du siècle passé. Ainsi certains logements sociaux nécessitent des travaux de rénovations importants  pour répondre, outre aux problèmes de  vétusté, également aux normes actuelles et apporter le confort moderne aux locataires.
La programmation des rénovations s’établit via les programmes quadriennaux d'investissement. 

### Social[7]
Les politiques d’action sociale de la SLRB et des SISP visent à améliorer la qualité de vie du locataire social dans son logement et dans son environnement.
La SLRB encourage toutes formes de participation chez les locataires sociaux et tous les autres intervenants.
Elle est convaincue que la participation permet d’atteindre ses objectifs globaux dans les quartiers et en mesure tous les jours les bienfaits sur les échanges humains.

### Programme101e%[8]

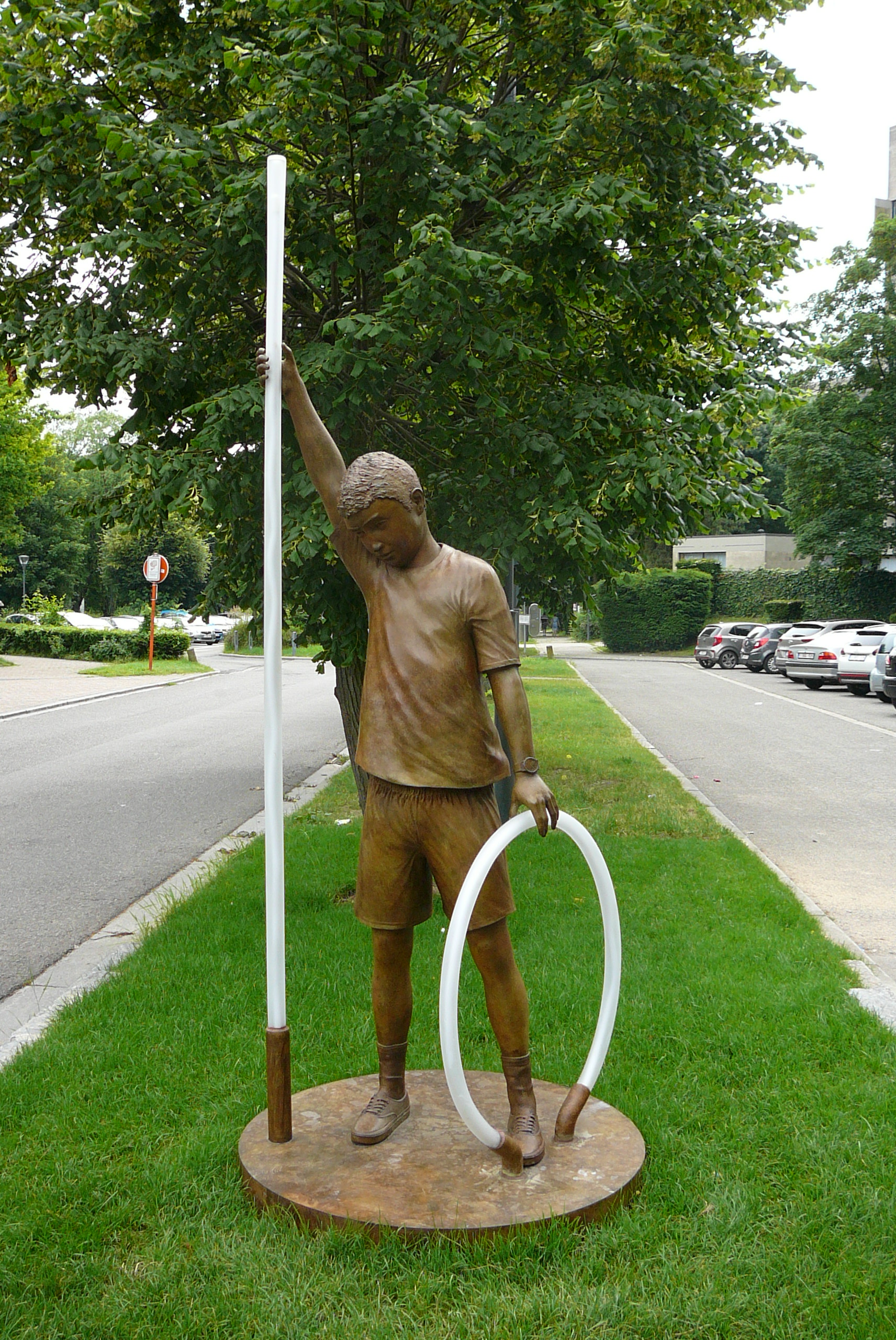
L'enfant au Modulor d'Hervé Paraponaris à Woluwe-Saint-Lambert

Le programme du 101e% de la SLRB réalise des œuvres d’art contemporaines uniques sur les sites de logements sociaux bruxellois pour améliorer le bien-être des locataires et la qualité des espaces publics. Les œuvres sont le résultat d’un processus participatif et d’un dialogue entre l’artiste, les habitants, un lieu et la société immobilière de service public, qui a la gestion du site.
En soutenant l’art participatif, la SLRB soutient l’amélioration du vivre ensemble et la qualité de vie pour tous.

### Environnement[10]
Les enjeux environnementaux sont fondamentaux de nos jours. Dans cet objectif, la SLRB poursuit ses missions afin de combattre le réchauffement climatique, de protéger la biodiversité et de faire des économies d’énergie, tant dans son fonctionnement que dans le secteur du logement social dans sa globalité. 
Le programme PLAGE, les espaces (ou)verts ou encore leur label "Entreprise Ecodynamique" décerné par Bruxelles-Environnement sont des preuves de l'investissement de la SLRB pour l'environnement.

### Financement[11]
Le logement social de la Région de Bruxelles-Capitale est financé par des crédits régionaux, alloués par le budget des dépenses de la Région de Bruxelles-Capitale.
C’est la SLRB qui est chargée de la gestion et de la mise en œuvre des programmes d’investissements décidés par le Gouvernement bruxellois. Depuis 2006, 50% des crédits d’investissements consacrés aux travaux de rénovation des logements existants et de construction de nouveaux logements sont financés par des subsides.